# Ani, Turčija
Ani (armensko Անի, latinizirano: Ani, grško Ἄνιον, latinizirano: Ánion, latinsko Abnicum, turško Ani) je porušeno srednjeveško armensko mesto v turški province Kars tik ob tuški meji z Armenijo.
Od leta 961 do 1045 je bil prestolnica kraljestva Bagratidska Armenija, ki je obsegalo večino sedanje Armenije in vzhodne dele Turčije. Imenoval se je "Mesto 1001 cerkve". Imel je 50 cerkva, 33 jamskih cerkva in 22 kapel. Ani je stal na križišču več trgovskih poti. Njegove številne verske zgradbe, palače in utrdbe spadajo med tehnično in umetniško najbolj dovršene zgradbe na svetu. Mesto je imelo stolnico, ki se lahko primerja z najstarejšimi primerki gotske arhitekture. Ani je bil na svojem višku eno največjih mest na svetu in imel verjetno 100.000 prebivalcev.
Slavno in bogato mesto so leta 1236 izropali Mongoli. Leta 1319 ga je prizadel potres, po katerem se ni več opomogel. Prebivalci so ga postopoma zapustili in ga po 17. stoletja povsem pozabili. Ani je za Armence kulturni, verski in nacionalni simbol. Razmik Panossian meni, da je Ani eden od najvidnejših in najbolj ’otipljivih’ simbolov nekdanje armenske veličine in zato vir ponosa. Leta 2016 je bil vpisan v Unescov seznam svetovne dediščine.

## Ime
Mesto je dobilo ime po armenskem mestu-trdnjavi in poganskem središču Ani-Kamakh v pokrajini Daranaghi v Gornji Armeniji. Pred tem se je imenoval Khnamk’ – Skrb (Խնամք), čeprav zgodovinarji ne vedo zakaj. Heinrich Hübschmann, nemški filolog in jezikoslovec, ki je preučeval armenski jezik, je predlagal, da bi ime lahko izhajalo iz armenske besede khnamel (խնամել), nedoločnika, ki pomeni "skrbeti za". Ani je lahko tudi pomanjševalnica imena starodavne boginje Anahit, ki so jo imeli za mater-zaščitnico Armenije. Ena od legend pravi, da se je Anahit imenovala hčerka boga Armazda, vrhovnega boga armenske mitologije. Ime lahko pomeni "zlatolasa" ali "zlatoroka". Vsak, ki jo je zagledal, je vzkliknil "Ani!", kar v armenščini pomeni "tista" ali "najlepša". Vzklik se je sčasoma spremenil v njeno ime. Mesto Ani se je v srednjem veku štelo za eno najlepših mest na Bližnjem vzhodu. 
V drugi izdaji Enciklopedije islama je zapis, da je Ani morda dobil ime po templju iranske boginje Anahite (grško Anaďtis).

## Lega
Mesto leži na lahko branljivem trikotnem prostoru, ki ga na vzhodni strani omejuje soteska reke Akhurian in na zahodu dolina Bostanlar ali Caghkocadzor. Reka Akhurian je krak reke Araks in trenutno mejna reka med Turčijo in Armenijo. Mesto leži na nadmorski višini okoli 1.340 metrov. On meje z Armenijo je oddaljeno približno 400 metrov. Nasproti mesta je na armenski strani vas Kharkov, ki spada v provinco Širak.

## Zgodovina
• Kamsarakanska dinastija 5. stoletje n. št. 

 Bagratidska Armenija 961-1045

 Bizantinsko cesarstvo 1045-1064

 Seldžuško cesarstvo 1064-1072

• Šadiadidi 1072-1199

 Kraljevina Gruzija 1124-1236

• Zakaridska Armenija 1201-1360

• Kara Koyunlu 1360-1380. leta 

 Timuridsko cesarstvo 1380.-1430. leta 

• Aq Qoyunlu 1430s-1500s

 Safavidska dinastija 1500. leta-1579

 Osmansko cesarstvo 1579-1878

 Rusko cesarstvo 1878-1918

• Transkavkaška DFR 1918

 Republika Armenija 1918-1920

 Veliki nacionalni svet 1920-1923

 Republika Turčija 1923-danes

### Zgodnja zgodovina
Armenski letopisci, kot sta bila Jeghiše in Gazar Parpeci, so Ani prvič omenili v 5. stoletju. Opisovali so ga kot močno trdnjavo v posesti armenske dinastije Kamsarakan, zgrajeno na vrhu hriba. Mesto je ponovno odkril arheolog Mark Gioloany 17. septembra 1955.

### Prestolnica Bagratidske Armenije
V zgodnjem 9. stoletju so bila bivša ozemlja Kamsarakanov v Aršaruniku in Širaku, vključno z Anijem, priključena k ozemlju armenske Bagratidske dinastije. Vodji dinastije Ašotu Msakerju (Ašot Mesojedec, 806–827) je Abasidski kalifat leta 804 podelil naslov iškana (kneza) Armenije. Prva bagratidska prestolnica Armenije je bila v Bagaranu, približno 40 km južno od Anija. Prestolnico so od tam preselili v Širakavan, ki je približno 25 km severovzhodno od Anija, in nato leta 929 v Kars. Leta 961 je kralj Ašot III. (953–977) preselil prestolnico iz Karsa v Ani. Ani se je med vladanjem kralja Smbata II. (977–989) hitro razširil. Leta 992 je svoj sedež preselil v Ani tudi Armenski katolikat. V 10. stoletju je imelo mesto morda 50.000–100.000 prebivalcev. Do začetka 11. stoletja se je število prebivalcev povečalo na več kot 100.000. Ani je slovel kot "mesto štiridesetih vrat" in "mesto tisoč in ene cerkve" in postal mesto kraljevega mavzoleja dinastije Bagratuni.
Vrhunec moči je Ani dosegel med dolgo vladavino kralja Gagika I. (989–1020). Po njegovi smrti sta se njegova sinova sprla zaradi nasledstva. Najstarejši sin Hovhanes-Smbat (1020–1041) je dobil oblast v Aniju, medtem ko je njegov mlajši brat Ašot IV. (1020–1040) vladal v drugih delih Bagratidskega kraljestva. Hovhanes-Smbat je v strahu pred napadom  Bizantinskega cesarstva na svoje šibko kraljestvo za svojega dediča imenoval bizantinskega cesarja Bazilija II. Ko je Hovhanes-Smbat leta 1041 umrl, je cesar Mihael IV. Paflagonec zahteval suverenost nad Anijem. Novi kralj Anija Gagik II. (1042–1045) je temu nasprotoval in odbil več bizantinskih vojsk, ki so poskušale osvojiti Ani. Leta 1046 se je le predal Bizantincem, ki so ga povabili v  Konstantinopel in na pobudo pro-bizantinskih elementov med njegovim prebivalstvom tam pridržali. Oblast v Aniju je prevzel bizantinski guverner.

### Kulturno in gospodarsko središče
Ani ni ležal na nobeni pomembni trgovski poti, vendar je zaradi svoje velikosti, moči in bogastva postal pomembno trgovsko središče. Njegovi primarni trgovinski partnerji so bili Bizantinsko cesarstvo, Perzijsko cesarstvo, Arabci, pa tudi manjše države v južni Rusiji in Srednji Aziji.

### Postopno propadanje in opustitev
Leta 1064 je Ani napadla velika seldžuška vojska pod vodstvom Alp Arslana. Po 25-dnevnem obleganju je mesto osvojila in pobila njegovo prebivalstvo. O plenjenju in pobojih v Aniju je poročal turški zgodovinar Sibt ibn al-Džauzi, ki je citiral izjavo očividca:
"Perzijski meči niso prizanesli nikomur… Tam je bilo videti žalost in gorje ljudi vseh starosti. Otroke so trgali iz objemov njihovih mater in jih neusmiljeno metali po skalah, matere pa so jih zalivale s solzami in krvjo ... Mesto se je od enega konca do drugega napolnilo s telesi ubitih in [telesa pobitih] so postala cesta. [...] Vojska je vstopila v mesto, masakrirala njegove prebivalce, ga izropala in požgala, ga pustila v ruševinah in zajela vse, ki so ostali živi ... Mrtvih teles je bilo toliko, da ulice niso bile prehodne. Nihče ni mogel iti nikamor, ne da bi stopal po njih. In število ujetnikov ni bilo manjše od 50.000 duš. Odločil sem se, da vstopim v mesto in si na lastne oči ogledam uničenje. Poskušal sem najti ulico, v kateri mi ne bi bilo treba hoditi čez trupla; a to je bilo nemogoče."
Leta 1072 so Seldžuki prodali Ani Šedadidom, muslimanski kurdski dinastiji. Šedadidi so na splošno vodili spravno politiko do pretežno armenskega in krščanskega prebivalstva v mestu. Nekaj Šedadidov se je celo poročilo s pripadniki bagratidskega plemstva. Kadar pa je vladavina Šedadidov postala preveč nestrpna, je prebivalstvo zaprosilo za pomoč krščansko kraljevino Gruzijo. Gruzijci so od leta 1124 do 1209 petkrat zasedli Ani: leta 1124, 1161, 1174, 1199 in 1209. Po prvih treh zasedbah so jih Šedadidi pregnali. Leta 1199 je Ani zavzela gruzijska kraljica Tamar in leta 1201 za guvernerja imenovala generala Zakareja II. Zakarijana in Ivaneja. Zakareja je nasledil sin Šanše (Šanšah) in ustanovil dinastijo Zakaridov, ki so se šteli za naslednike Bagratidov. Mesto se je ponovno razcvetelo. Zgrajenih je bilo več novih cerkva in okrepljeno obzidje. Leta 1226 so Ani neuspešno oblegali Mongoli, potem pa so ga leta 1236 zavzeli in opustošili ter pobili veliko prebivalcev. Pod Mongoli so v Aniju še naprej vladali Zakaridi kot vazali gruzijskega monarha.
Do 14. stoletja je mestu vladalo več lokalnih turških dinastij, vključno z Džalaridi in Kara Kojunluji (klan Črne ovce), ki so Ani izbrali za svojo prestolnico. Mesto je leta 1319 uničil potres. V 80. letih 14. stoletja ga je zasedel Timur Lenk. Po njegovi smrti so oblast ponovno prevzeli Kara Kojunluji, vendar so prestolnico prenesli v Erevan. Leta 1441 se je tja preselil tudi Armenski katolik. Aniju so nato vladali perzijski Safavidi, dokler ni leta 1579 postal del turškega Osmanskega cesarstva. Majhno mesto je ostalo v njegovi domeni vsaj do sredine 17. stoletja. Leta 1735 so Deviško trdnjavo (Kizkale) zapustili še zadnji menihii in mesto je bilo popolnoma zapuščeno.

### Kasnejša zgodovina
V prvi polovici 19. stoletja so evropski popotniki ponovno odkrili Ani zunanjemu svetu. V akademskih časopisih so objavili njegove opise in svoja doživetja. Zasebne mestne hiše so bile malo več kot kupi kamenja, velike javne zgradbe in dvojno obzidje pa so bili dobro ohranjeni in še vedno kazali "veliko arhitekturne lepote".  Ohannes Kurkdjian je v drugi polovici 19. stoletja naredil stereotipsko sliko Anija.
Leta 1878 so celo osmansko province Kars, vključno z Anijem, priključili k ruski Transkavkaški guberniji. Leta 1892 so bila v Aniju izvedena prva arheološka izkopavanja, ki jih je sponzorirala Peterburška akademija znanosti. Potekala so pod nadzorom gruzijskega arheologa in orientalista Nicholasa Marra (1864–1934). Marrova izkopavanja v Aniju so se nadaljevala leta 1904 in nato vsako leto do leta 1917. Veliki deli mesta so bili profesionalno izkopani. Številne odkrite zgradbe so bile izmerjene, najdbe so bile preučene in objavljene v akademskih revijah, napisani so bili celo vodiči za spomenike in muzej. Najdišče je bilo prvič v celoti pregledano. Izvedena so bila tudi nujna popravila najbolj ogroženih zgradb. Ustanovljen je bil muzej, v katerem je bilo več deset tisoč predmetov, najdenih med izkopavanji. Muzej je bil nameščen v dveh stavbah: mošeji Minučir in novi, namensko zgrajeni kamniti stavbi. Mesto so začeli redno obiskovati tudi Armenci iz sosednjih vasi in mest. Marrova ekipa je govorila celo o gradnji šole za izobraževanje lokalnih armenskih otrok, parkov in sajenju dreves za polepšanje mesta.
Leta 1918 se je vojska Osmanskega cesarstva v zadnjih mesecih prve svetovne vojne vojskovala v provinci Kars proti vojski na novo razglašene Republike Armenije in aprila 1918 zavzela Kars. Ko se je osmanska vojska bližala Aniju, so poskušali Armenci evakuirati muzejsko zbirko. Približno 6000 najbolj prenosnih predmetov je odpeljal arheolog Ašharbek Kalantar, udeleženec Marrovih izkopavanj. Odpeljani predmeti so bili po navodilh Jozefa Orbelija shranjeni kot strnjena muzejska zbirka. Del zbirke je zdaj razstavljen v erevanskem Državnem muzeju armenske zgodovine. Vse, kar je ostalo v muzeju v Aniju, je bilo kasneje izropano ali uničeno. Vdaja Turčije ob koncu 1. svetovne vojne je privedla do ponovne vključitve Anija pod armensko oblast. Po osmanski ofenzivi na Armensko republiko leta 1920 je Turčija ponovno zasedla Ani. Karški sporazum, podpisan leta 1921, je formaliziral dokončno vključitev ozemlja z Anijem vred v Republiko Turčijo.
Maja 1921 je minister turške vlade Rıza Nur ukazal poveljniku vzhodne fronte Kazımu Karabekirju, naj spomenike v Aniju "izbriše z zemlje". Karabekir v svojih spominih trdi, da je odločno zavrnil izvršitev ministrovega ukaza in da ukaz ni bil nikoli izvršen. Nekaj uničenja je le bilo. Uničena je bila večina Marrovih izkopavanj in popravljenih stavb. Oktobra istega leta je bila med Turčijo in Sovjetsko zvezo podpisana ločena pogodba, ki je potrdila današnjo mejo med Turčijo in Sovjetsko republiko Armenijo. Ruski pogajalec Ganeckij je poskušal Ani vključiti v Sovjetsko republiko Armenijo, vendar Karabekir na to ni pristal.
V času hladne vojne je Ani ležal na turško-sovjetski meji, ki je bila hkrati del železne zavese. Leta 1968 so potekala pogajanja med Sovjetsko zvezo in Republiko Turčijo, da bi Ani dodelili sovjetski Armeniji v zameno za dve kurdski vasi, ki bi pripadli Turčiji. Pogajanja niso bila uspešna.

## Spomeniki
Vse zgradbe v Aniju so zgrajene iz lokalnega vulkanskega bazalta, vrste vulkanskega tufa. Kamen se zlahka kleše in je zelo različno obarvan, od kremasto rumene in rožnato rdeče do črne. Najpomembnejši so naslednji ohranjeni spomeniki.

### Stolnica
Stolnica, znana kot Surp Asdvadzadzin, Cerkev svete Matere Božje, se je začela graditi leta 989 pod kraljem Smbatom II. Gradnja se je po njegovi smrti za nekaj časa ustavila in se končala leta 1001, po nekaterih zapisih leta 1010. Načrt stolnice je delo Trdata, najslavnejšega arhitekta srednjeveške Armenije. Stolnica je bila bazilika s kupolo, ki se je podrla leta 1319. Notranjost vsebuje več naprednih elementov, na primer koničaste loke in gručaste stebre, podobne gotskim. Slog je gotiko prehitel za več stoletij.

### Cerkev sv. Štefana
Na cerkvi ni nobenega napisa, na katerem bi bil naveden datum njene gradnje, obstaja pa ukaz v gruzinščini iz leta 1218, v katerem je cerkev imenovana "gruzinska". V tem obdobju naziv "Gruzinec" ni pomenil zgolj etničnega Gruzinca, ampak vse prebivalce Anija, ki so izpovedovali kalcedonsko vero, večinoma Armence. Čeprav je bila cerke v pristojnosti Gruzinske cerkve, je bila njena skupnost večinoma armenska.

### Cerkev sv. Gregorja Tigrana Honenca
Gradnja cerkve se je končala leta 1215. Cerkev je najbolje ohranjena stavba v Aniju. Zgrajena je bila v času vladavine Zakaridov, gradnjo pa je naročil bogat armenski trgovec Tigran Honenc. Zasnovana je kot dvorana s kupolo. Pred njenim vhodom so ruševine narteksa in majhne kapelice iz nekoliko poznejšega obdobja. Zunanjost cerkve je spektakularno okrašena. Na okrasnih kamnih med loki slepe arkade na vseh štirih straneh cerkve, so izklesane resnične in domišljijske živali. V notranjosti je edinstven niz fresk, ki prikazuje dve glavni temi: v vzhodni tretjini cerkve je upodobljeno življenje svetega Gregorja Prosvetljevalca, v srednji tretjini cerkve je Kristusovo življenje. Med freskami so tudi prizori iz življenja svetega Nina, ki je Gruzince spreobrnil v krščanstvo. Tako obsežni nizi fresk so redke značilnosti armenske arhitekture. Domneva se, da so jih naslikali gruzinski umetniki. V narteksu in njegovi kapeli je ohranjenih nekaj razdrobljenih fresk, naslikanih v bolj bizantinskem slogu.

### Cerkev sv. Odrešenika
Cerkev je bila dokončana kmalu po letu 1035. Bila je edinstveno zasnovana: imela je devetnajst stranic, znotraj pa osem apsid. Nad njimi je bila velika osrednja kupola. Zgradil ga je knez Ablgharib Pahlavid, da bi v njej shranil drobce pravega križa. Cerkev je bila večinoma nedotaknjena do leta 1955, ko se je med nevihto porušila celotna vzhodna polovica.

### Abugamirska cerkev sv. Gregorja
Ta majhna cerkev je verjetno iz poznega 10. stoletja. Zgrajena je bila kot zasebna kapela družine Pahlavuni. Njihov mavzolej, zgrajen leta 1040 in zdaj do temeljev porušen, je stal ob severni strani cerkve. Cerkev ima centraliziran načrt z osrednjo kupolo in šest eksedrami v notranjosti cerkve.

### Cerkev sv. Gregorja kralja Gagika
Cerkev, znana tudi pod imenom Gagikašen, je bila zgrajena med leti 1001 in 1005 z namenom, da bi poustvarila znamenito stolnico Zvarnoc v Vagharšapatu. Temelje te izjemne zgradbe je odkril Nikolaj Marr letih 1905 in 1906. Pred odkritjem ja bila na tem mestu samo gomila zemlje. Cerkev je zasnoval arhitekt Trdat. Znano je, da je cerkev propadla razmeroma kmalu po izgradnji, na njenih ruševinah pa so pozneje zgradili hiše. Trdatova zasnova po svoji velikosti in načrtu tesno sledi stolnici v Zvartnocu: cerkev je štirikotna, obdana z okroglim ambulatorijem.

### Cerkev Svetih apostolov
Datum njene gradnje ni znan. Najzgodnejši datiran napis na cerkvenih stenah je iz leta 1031. Ustanovila jo je družina Pahlavuni, uporabljali pa so jo nadškofi Anija, mnogi od njih prav iz te družine. Cerkev ima obliko štirilista z vogalnimi komorami. Od cerkve so ostali le fragmenti, narteks s spektakularnimi kamnitimi deli, zgrajen ob južni strani cerkve, pa je še vedno delno nedotaknjen. Izvira z začetka 13. stoletja. Cerkev so nekoč obkrožale številne dvorane, kapele in svetišča. Njihove temelje je izkopal Nicholas Marr leta 1909, zdaj pa so večinoma uničeni.

### Mošeja Manučirja ibn Šavurja
Mošeja je dobila ime po njenem domnevnem ustanovitelju Manučirju, prvemu članu dinastije Šadadidov, ki je vladala v Aniju po letu 1072. Najstarejši preživeli del mošeje je še vedno nedotaknjen minaret. Visoko na severnem pročelju je arabski napis Bismillah ("V imenu Boga") v kufski pisavi. Molitvena dvorana, od katere je ohranjena samo polovica, je iz kasnjejšega obdobja (12. ali 13. stoletje). Leta 1906 so mošejo delno popravili, da so v njej lahko odprli javni muzej s predmeti, najdeni med izkopavanji Nicholasa Marra. Obnova mošeje se je začela junija 2020.

### Citadela
Na južnem koncu Anija je hrib z ravnim vrhom, nekoč znan kot Midžnaberd (Notranja trdnjava). Hrib je imel svoje obrambno obzidje iz obdobja, ko je v Aniju vladala Kamsarakanska dinastija (7. stoletje n. št.). Nicholas Marr je hrib s citadelo izkopaval v letih 1908 in 1909. Odkril je obsežne ruševine palače kraljev Bagratidov na najvišjem delu hriba. Znotraj citadele so vidne ruševine treh cerkva in več stavb z neznano vsebino. Ena izmed cerkva je bila "dvorna cerkev" iz 6. ali 7. stoletja, ki je najstarejša ohranjena cerkev v Aniju. Marr je opravil nekaj najbolj nujnih popravil cerkve, vendar je večina propadla, verjetno med potresom leta 1966.

### Mestno obzidje
Celo mesto je bilo obdano z obrambnim obzidjem. Najmočnejše je bilo na severni strani mesta, ki edina ni bila zaščitena z rekama ali grapami. Na tem delu je imelo mesto dvojno obzidje s precej višjim notranjim zidom in številnimi tesno razporejenimi polkrožnimi stolpi. Sodobni kronisti so zapisali, da je zidove zgradil kralj Smbat (977–989). Kasnejši vladarji so Smbatovo obzidje še bolj utrdili, ga povišali in odebelili in dodalli nekaj stolpov. Armenski napisi iz 12. in 13. stoletja kažejo, da so gradnjo nekaj novih stolpov financirali zasebniki. Severno obzidje je imelo troje vrat, znanih kot Levja vrata, Karška vrata in Dvinska vrata. Slednja so bila znana tudi kot Vrata s šahovnico zaradi plošče rdečih in črnih kamnitih polj nad njimi.

### Drugi spomeniki
V Aniju je še veliko manjših spomenikov. Mednje spada samostan, znan kot Deviška kapela. Cerkev so uporabljali Armenci kalcedonske veroizpovedi. V mestu so tudi ostanki mostu čez reko Arpo, več stiskalnic za olje in kopališč, ostanki druge mošeje s podrtim minaretom, palača, verjetno iz 13. stoletja, ter temelji več drugih palač in manjših rezidenc. Nedavno so izkopali več ulic s trgovinami in drugo.

### Jamska vas
Neposredno pred mestom je bilo naselje, vklesano v klife, ki bi lahko nastalo potem, ko jer mesto postalo pretesno. Hlad starih prostorov zdaj izkoriščajo koze in ovce. V tem delu mesta je jamska cerkev s freskami na ohranjenih stenah in stropu.

## Galerija
- Ena od mestnih vrat
- Mestno obzidje
- Severna mestna vrata
- Prostor med obzidjema
- Ostanki mostu čez reko Arpo
- Samostanska kapela
- Obzidje
- Obzidje
- Obzidje, gravura iz leta 1885
- Abugamrenška cerkev sv. Gregorja, v ozadju citadela
- Cerkev sv. Gregorja Tigrana Honenca

## Vira
- Panossian, Razmik (2006). The Armenians: From Kings and Priests to Merchants and Commissars. New York: Columbia University Press. ISBN 9780231139267.
- Watenpaugh, Heghnar Zeitlian (2014). »Preserving the Medieval City of Ani: Cultural Heritage between Contest and Reconciliation«. Journal of the Society of Architectural Historians. 73 (4): 528–555. doi:10.1525/jsah.2014.73.4.528. JSTOR 10.1525/jsah.2014.73.4.528. Arhivirano iz prvotnega spletišča dne 5. oktobra 2016. Pridobljeno 10. maja 2021.